# يوحنا ووكر
يوحنا ووكر (بالإنجليزية: John Walker)‏ من مواليد (1 يناير عام 1866،ولد بإنجلترا في المملكة المتحدة) هو لاعب كرة قدم بريطاني في مركز الدفاع. لعب مع ستوك سيتي ونادي بيرنلي ونادي سندرلاند ونادي كلايد.

## وصلات خارجية
- يوحنا ووكر على موقع قاعدة بيانات كرة القدم.إي يو (الإنجليزية)